# International African American Museum
Das International African American Museum (IAAM) in Charleston, South Carolina, ist ein Museum, das die Geschichte versklavter afrikanischer Menschen und ihrer Nachkommen sowie ihren Beitrag zur Kultur und Geschichte Amerikas darstellt. Das Museum entstand auf Initiative des ehemaligen Charlestoner Bürgermeisters Joseph P. Riley Jr. und wurde 2023 eröffnet.

## Genese
Die Stadt Charleston in South Carolina war im 18. und 19. Jahrhundert eng mit dem Handel versklavter Menschen aus Afrika verbunden. Etwa 40 Prozent der mit Schiffen über den Atlantik gebrachten Menschen sollen dort am Gadsden’s Wharf, dem Anleger für die Sklavenschiffe, zum ersten Mal amerikanischen Boden betreten haben.
Im Jahr 2000 machte Joseph P. Riley Jr., der damalige Bürgermeister von Charleston, den Vorschlag, in der Stadt ein Museum für afroamerikanische Geschichte zu errichten. Nach langwierigen Planungen lief 2011 eine Kampagne an, um dafür das erforderliche Kapital aufzubringen. 2019 erfolgte der erste Spatenstich. Aufgrund der COVID-19-Pandemie ergaben sich Verzögerungen beim Bau, und die Gesamtkosten stiegen von ursprünglich geplanten 75 auf 120 Millionen Dollar an. Nachdem ein letztes Problem mit der Klimatisierung des fertigen Gebäudes, das zu einem weiteren halben Jahr Verzögerung geführt hatte, beseitigt werden konnte, wurde das IAAM schließlich am 27. Juni 2023 eröffnet.

## Museumskomplex
Das Museum wurde von Henry N. Cobb und Curt Moody entworfen. Es ist ein einstöckiges rechteckiges Gebäude, das ca. 4.000 Quadratmeter misst und mit sandfarbenen Ziegelsteinen verkleidet ist. Getragen von 18 zylindrischen, mit Austernschalentabby verkleideten Säulen erhebt es sich etwa vier Meter über dem Boden.
Unter und neben dem Gebäude wurde nach Plänen des Landschaftsarchitekten Walter J. Hood mit lokalem Süßgras und afrikanischen Palmen ein Gedenkgarten für afrikanische Vorfahren angelegt. Ein besonderer Fokus liegt dabei auf den Menschen, die über die sogenannte Mittelpassage eingepfercht und angekettet in Schiffsladeräumen an genau dieser Stelle den amerikanischen Kontinent erreichten. In das Bodenpflaster sind lebensgroße Silhouetten von Schulter an Schulter liegenden Menschen eingeritzt.

## Ausstellung
Auf großen Videoleinwänden und mit entsprechenden Klanglandschaften unterlegt, präsentiert das Museum nach Erreichen des zentralen Bereichs über die Haupttreppe mit Bildern aus Mali, Ghana, Brasilien, Haiti und den USA afro-atlantische Kultur aus Vergangenheit und Gegenwart. In neun Ausstellungsräumen werden spezifische Themen aufgegriffen.
Zwei offene multimedial ausgestattete Räume ermöglichen u. a. eine Zeitreise und verbinden afrikanische Welten mit South Carolina. Ein Raum spannt die Geschichte der Schwarzen von der Sklavenarbeit auf den Plantagen über die Zeit des Sezessionskriegs bis zu den Bürgerrechtsbewegungen auf. Ein weiterer Ausstellungsraum verfolgt die Entwicklung des Anbaus von Reis, der auch als „Gold von Carolina“ bezeichnet wurde. Die Arbeit versklavter Menschen in dieser frühen Boombranche wurde zur Grundlage des Reichtums der weißen Plantagenbesitzer.
Das Museum hält auch eine Liste von internationalen revolutionären Bewegungen bereit, an denen afrikanischstämmige Menschen im 18. und 19. Jahrhundert beteiligt waren, sowie eine Liste der Gewaltakte, die in den USA im frühen 20. Jahrhundert an Schwarzen verübt wurden.
Ein besonderer Teil der Ausstellung ist der aus Westafrika stammenden Gullah-Geechee-Kultur an der Atlantikküste von South Carolina, Georgia und Florida gewidmet. Hier findet sich u. a. ein in Originalgröße nachgebautes Lobpreishaus, eine Art Kapelle, die mit einem vom Kollektiv Ummah Chroma erstellten Kurzfilm unter der Regie von Julie Dash zum Leben erweckt wird. An anderer Stelle werden Formen afrikanischer Kunst und spiritueller Praktiken ähnlichen Formen in Brasilien, Kuba und Puerto Rico gegenübergestellt.

## Zentrum für Familiengeschichte
Zum Bestand des IAAM gehört auch das Zentrum für Familiengeschichte, das die Sammlung des Museums mit mehr als 650 Artefakten, Kunstwerken, Fotografien, Büchern und Dokumenten der Öffentlichkeit zugänglich macht, um die afroamerikanische Ahnenforschung zu unterstützen.
Während in der genealogischen Forschung afroamerikanischer Familien bisher vor allem die Aufzeichnungen der Plantagenbesitzer verwendet wurden, die die versklavten Menschen als Eigentum betrachteten und nur mit dem Vornamen identifizierten, ermöglicht das Zentrum für Familiengeschichte über die Rentenakten schwarzer Soldaten aus dem amerikanischen Bürgerkrieg einen bislang ungenutzten Zugang. Es stellt diese Akten, die von Ehrenamtlichen in einem umfangreichen Projekt transkribiert wurden, in digitalisierter Form für die Wissenschaft und für Privatpersonen zur Verfügung.
Von den ca. 140.000 aus der Sklaverei befreiten Menschen, die im Bürgerkrieg gekämpft hatten, bezogen später etwa 83.000 eine Rente. Bei deren Beantragung hatten sie oft detailliert über ihre Versklavung und Befreiung berichtet und dabei viele Namen genannt. Die Historikerin und Professorin Edda L. Fields-Black konnte anhand der Berichte in den Rentenakten nicht nur ihre eigenen Familienangehörigen über Generationen zurück bis zu dem von Harriet Tubman organisierten Überfall am Combahee-Fluss im Jahr 1863 ermitteln. In Kooperation mit dem IAAM gelang es ihr auch, mehrere hundert der 756 versklavten Menschen, die bei diesem Überfall befreit wurden, zu identifizieren.

## Weblink
- Website des IAAM